# Malagassische Opstand

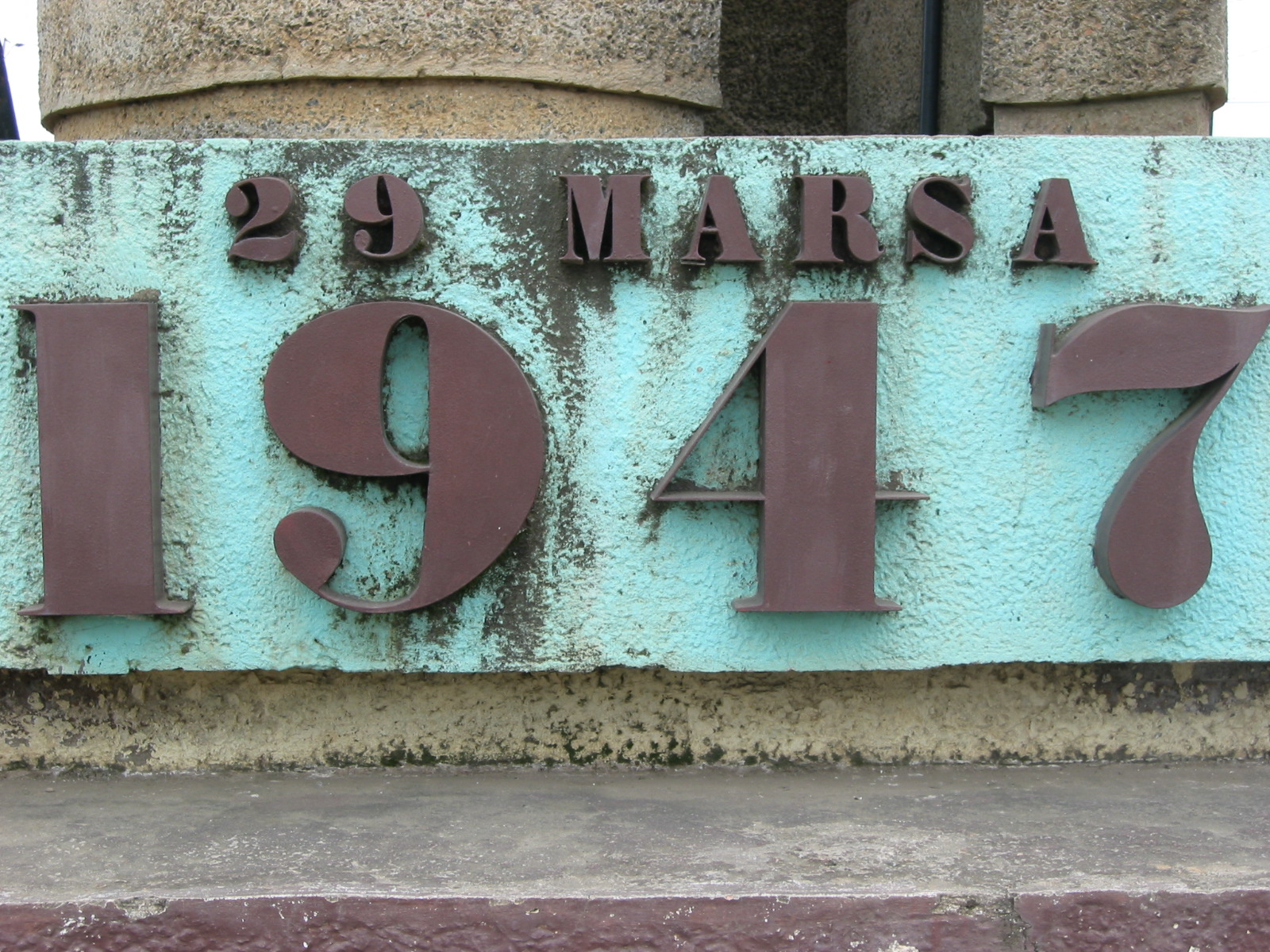
Nationaal monument ter herdenking van de Opstand in Moramanga

De Malagassische Opstand (Frans: Insurrection malgache) was een nationalistische opstand tegen de Franse koloniale overheersing in Madagaskar en duurde van maart 1947 tot december 1948. 
Eind 1945 leidden Madagaskars eerste afgevaardigden in de Nationale Vergadering van Frankrijk, Joseph Raseta, Joseph Ravoahangy en Jacques Rabemananjara van de politieke partij genaamd Mouvement démocratique de la rénovation malgache (MDRM), een poging om Madagaskar onafhankelijk te maken via politieke weg. De mislukking van deze poging en de harde opstelling ertegen van de regering onder leiding van de socialist Ramadier leidden ertoe dat delen van de Malagassische bevolking radicaliseerden, waaronder leden van enkele geheime nationalistische militantengroepen. Op de avond van 29 maart 1947 begonnen Malagassische nationalisten, bewapend met voornamelijk speren, gecoördineerde verrassingsaanvallen tegen militaire bases en plantages van Franse eigenaren in het oostelijke deel van het eiland rondom Moramanga en Manakara. De nationalistische gevoelens verspreidden zich in de maand daarna naar de zuidelijke delen van het eiland, de centraal gelegen hooglanden en de hoofdstad Antananarivo, waarbij het aantal nationalistische strijders werd geschat op meer dan een miljoen.
In mei 1947 begonnen de Fransen met tegenaanvallen tegen de nationalisten. Zij verdrievoudigden het aantal troepen op het eiland naar 18.000, voornamelijk door soldaten uit andere Franse kolonies in Afrika naar Madagaskar te sturen. De koloniale autoriteiten poogden de nationalisten met fysieke en psychologische middelen te bestrijden en ondernamen terreuracties om de bevolking te demoraliseren. De Franse militaire macht voerde bijvoorbeeld massa-executies uit, ging over tot martelingen en maakte zich schuldig aan oorlogsverkrachtingen. Daarnaast werden dorpen in brand gestoken, werden groepen mensen gestraft voor daden van eenlingen en werden Malagassische gevangenen levend uit vliegtuigen gegooid. De schattingen omtrent het aantal Malagassische slachtoffers variëren van een kleine 11.000 tot meer dan 100.000. De nationalisten doodden ongeveer 550 Franse onderdanen, evenals 1.900 aanhangers van PADESM, een pro-Franse Malagassische politieke partij die was opgericht door de koloniale autoriteiten om te concurreren met MDRM. In augustus 1948 was de meerderheid van de nationalistische leiders vermoord of opgepakt en was de opstand de kop ingedrukt.
De gewelddadige onderdrukking van het nationalistische oproer liet diepe wonden achter in de Malagassische samenleving. Een generatie van leiders en bestuurders was weggevaagd, waardoor Madagaskar voor grote uitdagingen kwam te staan toen het in 1960 onafhankelijkheid verwierf. Madagaskars eerste drie afgevaardigden werden gearresteerd, gemarteld en gevangen gehouden totdat zij in 1958 amnestie ontvingen. Een andere leider die het conflict heeft overleefd, Monja Jaona, werd ook negen jaar gevangen gehouden, waarna zij de partij Madagaskar voor de Malagassiërs (MONIMA) oprichtte, die een aanzienlijke invloed heeft gehad op de Malagassische politiek. In eerste instantie zweeg Frankrijk over de opstand en liet het alle documenten aangaande de opstand geheim houden. In 2005 noemde de Franse president Jacques Chirac het neerslaan van de opstand “onacceptabel” tijdens een officieel bezoek aan Madagaskar. 
Verschillende Malagassische regisseurs hebben films gemaakt over de periode van de opstand. In 1967 riep de Malagassische overheid 29 maart uit tot Dag van de Herdenking. In 2012 werd er in Moramanga een museum geopend dat gewijd is aan de opstand.